# Dora Marsden

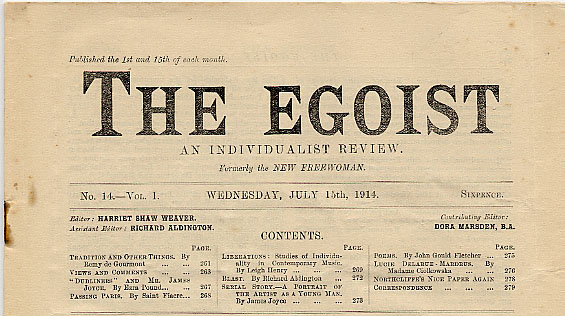
Primera página del periódico londinense The Egoist de 1914, que editó Dora Marsden.

Dora Marsden (5 de marzo de 1882 - 13 de diciembre de 1960) fue una escritora inglesa, editora de algunos periódicos literarios y autora de escritos filosóficos.
Nació en Marsden, Yorkshire, Reino Unido el 5 de marzo de 1882. En 1890 su padre abandona a la familia, tras el fracaso económico de la planta textil que les mantenía. Acudió a la Universidad de Mánchester y ejerció de profesora algunos años.
Era una feminista radical, que en algún momento se vio influida por la filosofía egoísta-existencial del alemán Max Stirner. Estuvo en comunicación con Benjamin R. Tucker editor del periódico anarcoindividualista Liberty.
Marsden formaba parte de la  Women's Social and Political Union antes de ser miembro fundadora de la Women's Freedom League, organizaciones feministas. 
Editó y publicó entre 1911 y 1914 varias revistas:
- The Freewoman, noviembre de 1911 – octubre de 1912, con la colaboración de Mary Gawthorpe.
- The New Freewoman, junio de 1913 – diciembre de 1913.
- The Egoist, enero de 1914 – diciembre de 1919.

En 1920 abandona los ambientes literarios y polílicos, dedicándose a escribir su inacabada "opera prima" sobre filosofía, matemáticas, física, biología y teología, que sería publicada por Harriet Shaw Weaver en dos volúmenes, The Definition of the Godhead en 1928 y Mysteries of Christianity en 1930, año este último en que entra en una etapa de  depresiones que se agudizan en 1935, tras la muerte de su madre.
Muere el 13 de diciembre de 1960 en un sanatorio mental de Dumfries, Escocia.